# Lieven Ferdinand de Beaufort
Lieven Ferdinand de Beaufort (* 23. März 1879 in Leusden; † 11. Mai 1968 in Amersfoort) war ein niederländischer Ornithologe und Ichthyologe.

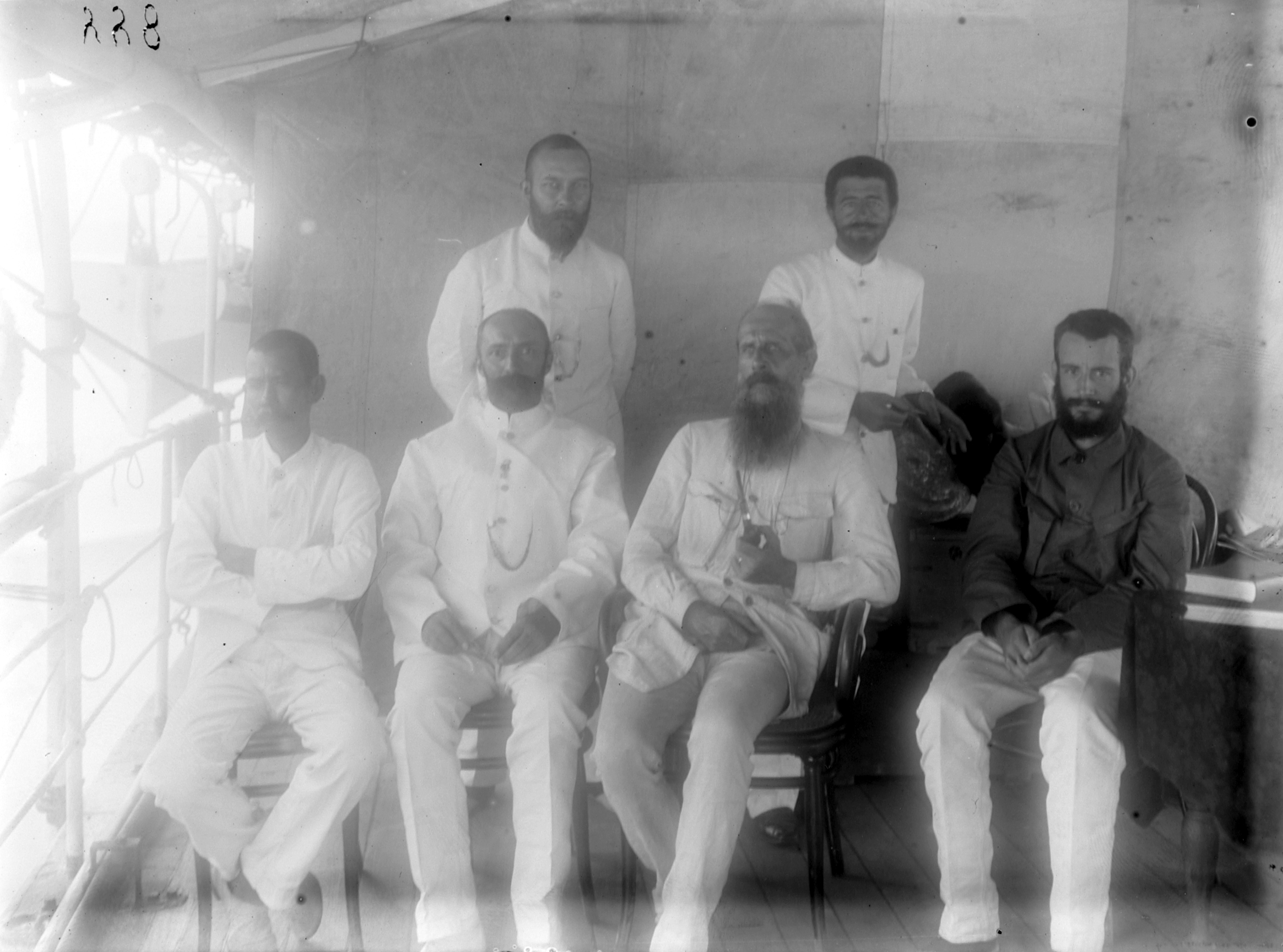
de Beaufort (ganz rechts) auf der Nord-Neuguinea-Expedition 1903

1903 nahm er an der von Arthur Wichmann geführten niederländischen Nord-Neuguinea-Expedition als Zoologe teil und veröffentlichte 1909 die Beschreibungen der Vögel, die auf dieser Reise gesammelt worden waren.
1908 promovierte er bei Max Wilhelm Carl Weber an der Universität Amsterdam mit einer Arbeit über die Schwimmblase der Weichflosser (Malacopterygii).
Der Schwerpunkt seiner wissenschaftlichen Veröffentlichungen (größtenteils gemeinsam mit Weber) liegt auf den Fischen des Indo-Australischen Archipels. 
Von 1922 bis zu seiner Emeritierung 1949 war er zunächst Direktor des Zoölogisch Museum Amsterdam des Artis in Amsterdam und danach Professor für Zoogeographie an der Universität von Amsterdam.
De Beaufort war einer der Gründer der Nederlandse Ornithologische Vereniging und deren Präsident von 1924 bis 1956.
Nach De Beaufort wurde eine Fischgattung der Flossensauger (Beaufortia) benannt, sowie folgende aktuell gültige Fischarten: Aseraggodes beauforti, Cymbacephalus beauforti, Glossamia beauforti, Rasbora beauforti, Stenogobius beauforti und Syncrossus beauforti.